# Richard Richter (Mediziner)
Richard Gerhard Richter (* 24. August 1906 in Obereinsiedel; † 25. Mai 1970 in Nördlingen) war ein deutscher Arzt und Dermatologe. Wissenschaftlich betätigte er sich schwerpunktmäßig auf den Gebieten der Chemotherapie, Mykologie und Serologie.

## Ausbildung und Karriere
Richter kam in der nordböhmischen Kleinstadt Obereinsiedel als Sohn des ehemaligen Bürgerschuldirektors Richard Richter in Niedergrund bei Warnsdorf zur Welt. Nach der Matura studierte er ab 1926 an der Medizinischen Fakultät der Deutschen Universität Prag. 1932 wurde er promoviert. Ab 1937 war er wissenschaftlicher Assistent in Prag; 1940 erfolgte seine Habilitation.
Vor 1945 gab es nur eine Professur für Haut- und Geschlechtskrankheiten an der Universitätsklinik Erlangen. Diese wurde von Leonhardt Johann Philipp Hauck geführt. Mit dem Antritt Richters entstand auch der Lehrstuhl für Haut- und Geschlechtskrankheiten. Von 1945 bis 1947 war Richard Richter kommissarischer Klinikdirektor der Hautklinik und Leiter des Lehrstuhls für Haut- und Geschlechtskrankheiten, bevor er 1947 durch die Militärregierung entlassen wurde. In den ersten Nachkriegsjahren standen sich an der Medizinischen Fakultät zweierlei Bestrebungen gegenüber, die einander gegenseitig erschwerten. Zum einen sollte eine Entnazifizierung des Lehrpersonals erfolgen, andererseits jedoch auch die Patientenversorgung sichergestellt werden. Dies führte zu vielerlei Entlassungen und letztendlich stand einer geringen Anzahl ordentlicher Professoren eine Vielzahl kommissarischer Vertreter gegenüber, zu denen auch Richter zählte. Nachdem die Entnazifizierung durch Spruchkammer-Gerichte und oftmals nur sehr milde Urteile nicht zu den gewünschten Ergebnissen geführt hatte, wies die Militärregierung am 6. Februar 1947 das Kultusministerium mit Verweis auf Artikel 58 des Gesetzes zur Befreiung von Nationalsozialismus und Militarismus an, 76 Professoren, Dozenten, Assistenten und andere universitäre Hilfskräfte wegen mangelnder politischer und moralischer Qualitäten zu entlassen. Die in der Presse (Neue Zeitung) veröffentlichte Liste enthielt die Namen von 30 Professoren und Dozenten und den entsprechenden Vorwurf. Zum Dermatologen Richter steht "[t]rat 1939 der NSDAP (...) und zwei weiteren NS-Organisationen nach dem deutschen Einmarsch in die Tschechoslowakei bei. Trotzdem er Offizier der tschechoslowakischen Armee war, wurde er 1942 Arzt bei der deutschen Luftwaffe" (S. 227). Manche Dozenten aus dieser Liste wurden in den nachfolgenden Monaten und Jahren rehabilitiert und wieder an der Friedrich-Alexander-Universität eingestellt. Richter gehörte nicht dazu.
Nachdem Alfred Marchionini nach Deutschland zurückgekehrt war, wurde Richter 1952 auf das vakante dermatologische Ordinariat der Universität Ankara (Türkei) berufen. Er gründete dort ein namhaftes Labor für Histologie und Mikrobiologie. 1958 kehrte er in die Bundesrepublik Deutschland zurück und eröffnete in Nördlingen eine dermatologische Praxis.
Er starb im Mai 1970 im Alter von 63 Jahren.

## Schriften
- Zur Klinik der generalisierten exfoliierenden Erythrodermien : (Mit bes. Berücks. d. sekund. Erythrodermien), Berlin: J. Springer, 1939.